# 蛮絵装束
蛮絵装束（ばんえしょうぞく）とは、雅楽の装束の一つ。「続教訓抄」「體源抄」に拠れば、興福寺で催された常楽会で喪服として着用され、やがて雅楽の装束として定着していったという。

## 概要
かつては衛府の官人達が楽人、舞人を兼任しており、彼らの制服であった蛮絵袍が、舞楽装束となって、蛮絵装束が誕生した。装束の色は右舞が萌黄、縹色、黄色、左舞が紫を基調とする。
蛮絵とは袍の部分に描かれている一対の向い獅子の文様を指す。中右記によれば、獅子の文様は近衛府のもので、兵衛府は鴛、衛門府は熊など、六衛府各々によって、蛮絵に描かれている動物は異なるという。
左舞では五常楽、春庭花、喜春楽、桃李花、央宮楽、一鼓に、右舞では白浜、登天楽、敷手、長保楽を舞う際に着用される。

## 装束の構成
- 巻纓冠
- 老懸
- 蛮絵袍
- 下襲
- 表袴
- 大口袴
- 石帯
- 糸草鞋
- 笏